# Qinghe, Peking

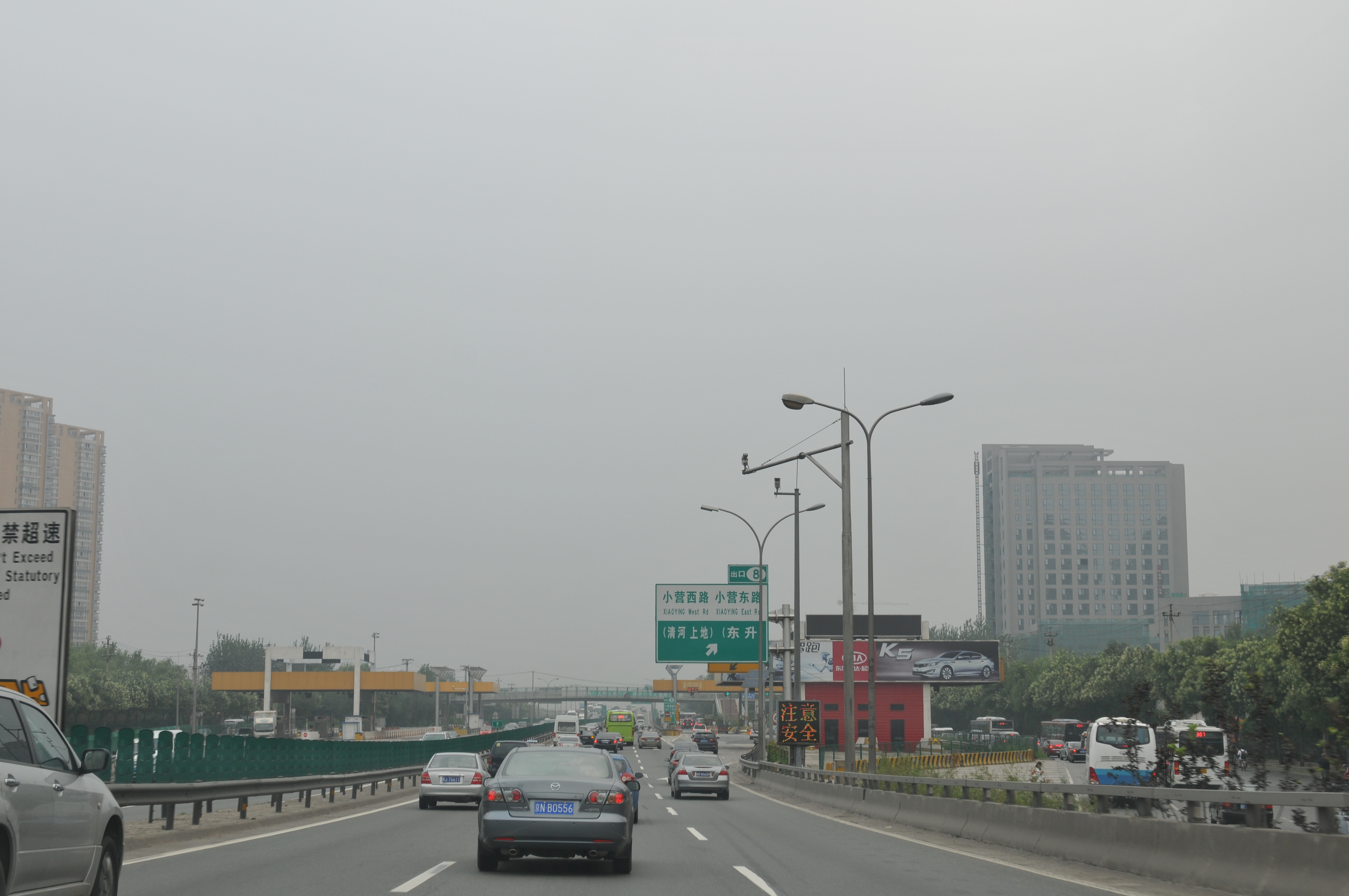
Badalingmotorvägen där den passerar Qinghe.

Qinghe (kinesiska: 清河, 清河街道) är ett stadsdelsdistrikt i Peking i Kina.  Qinghe ligger i stadsdistriktet Haidian i norra Peking utanför Femte ringvägen och i området där ringvägen ansluter till G6 Jingzangmotorvägen och Badalingmotorvägen. Andra artillerikårens kommando är beläget i Qinghe.
Antalet invånare är 139 752. Befolkningen består av 67 403 kvinnor och 72 349 män. Barn under 15 år utgör 11,0 %, vuxna 15-64 år 82 %, och äldre över 65 år 6,0 %.